# Führermuseum
Le Führermuseum est un projet de musée allemand gigantesque situé à Linz (Autriche) et imaginé par Adolf Hitler pour accueillir les plus grandes œuvres dites de l’« art véritable », par opposition à l’« art dégénéré » de la modernité.

## Genèse du projet
Adolf Hitler mûrit pendant plusieurs années l'idée de créer un grand musée abritant la plus grande collection
d'œuvre d'art du monde, comme il l'écrit dans son testament. Il choisit pour site la ville de Linz, située non loin de sa ville natale et où il avait lui-même étudié. Le projet comprenait un opéra, dont Hitler dressa lui-même les plans. La construction devait s'échelonner jusque vers 1950. Le site choisi est alors occupé par la gare de Linz, qui aurait été déplacée quatre kilomètres au sud.
La majorité des plans sont dessinés par Albert Speer. Le complexe comprend un théâtre monumental, un opéra et un hôtel, le tout entouré par des boulevards et une esplanade pour les parades. Une bibliothèque devait accueillir 250 000 livres. Le musée devait avoir une face de 150 mètres de long et correspondre plus ou moins à la Haus der Kunst érigée à Munich.

## Les œuvres
Le 21 juin 1939, Hitler met en place le projet spécial Linz (Sonderauftrag Linz), à Dresde, et nomme Hans Posse, directeur de la Gemäldegalerie Alte Meister (galerie de peintures de Dresde), en tant qu'envoyé spécial. Le Sonderauftrag est chargé de collecter des œuvres d'art pour le futur Führermuseum. Basé à Dresde, il se compose d'historiens de l'art travaillant normalement pour la galerie de peintures, par exemple Robert Oertel et Gottfried Reimer. Posse décède d'un cancer en décembre 1942 ; en mars 1943, Hermann Voss, un historien de l'art et directeur de la galerie de Wiesbaden, reprend la direction du Sonderauftrag.
Les méthodes d'acquisition vont de la confiscation à l'achat et comprennent aussi de nombreux cas de vente forcée, par l'utilisation des fonds provenant des ventes de Mein Kampf et de timbres à l'effigie d'Hitler. Les achats sont principalement enregistrés depuis le Führerbau (bureaux d'Hitler à Munich) ; les œuvres d'art acquises sont stockées dans des dépôts en Haute-Autriche. L'Einsatzstab Reichsleiter Rosenberg (ERR), créé en 1940 et dirigé par Alfred Rosenberg, qui « lutte contre le judaïsme et la franc-maçonnerie » et se charge également de confisquer les œuvres d'art appartenant aux familles incriminées, dans toute l'Europe ; dès le 17 septembre 1940, Hitler ordonne à la Wehrmacht d'aider ce nouveau service à « transférer en Allemagne les biens culturels qui lui paraissent précieux et à les sauvegarder dans ce pays ». En France, des œuvres d'art destinées au musée transitent par le Jeu de Paume.
L'Agneau mystique de Hubert et Jan van Eyck aurait été une pièce centrale du musée : prévu pour être cachée dès 1940 au Vatican, il quitte la Belgique mais finit à Pau, étant donnée l'entrée en guerre de l'Italie aux côtés des forces de l'Axe. En 1942, Hitler exige la confiscation de cette œuvre : des fonctionnaires du régime de Vichy, en juin suivant, lui indiquent la cachette et l'œuvre part pour l'Allemagne.

### Exemples d'œuvres

Œuvres
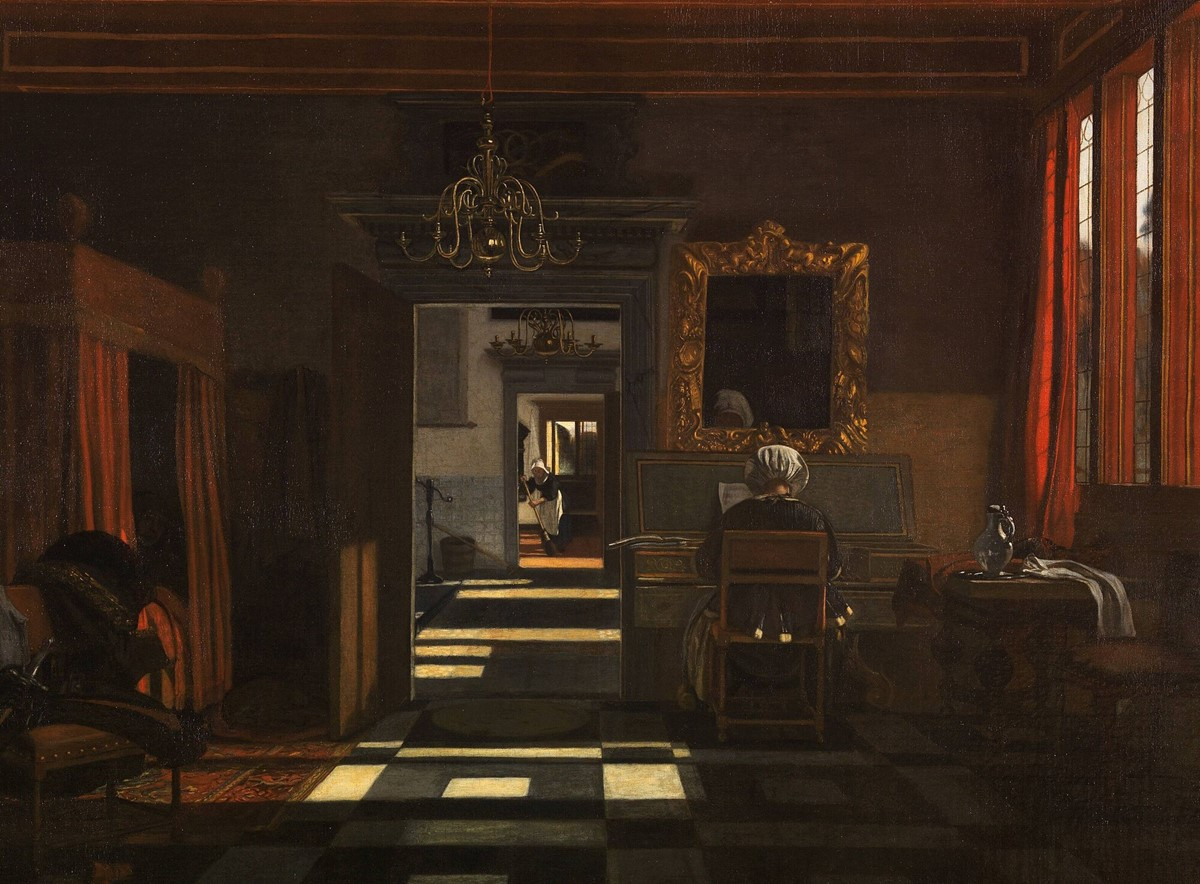
Intérieur avec femme et piano, d'Emanuel de Witte.
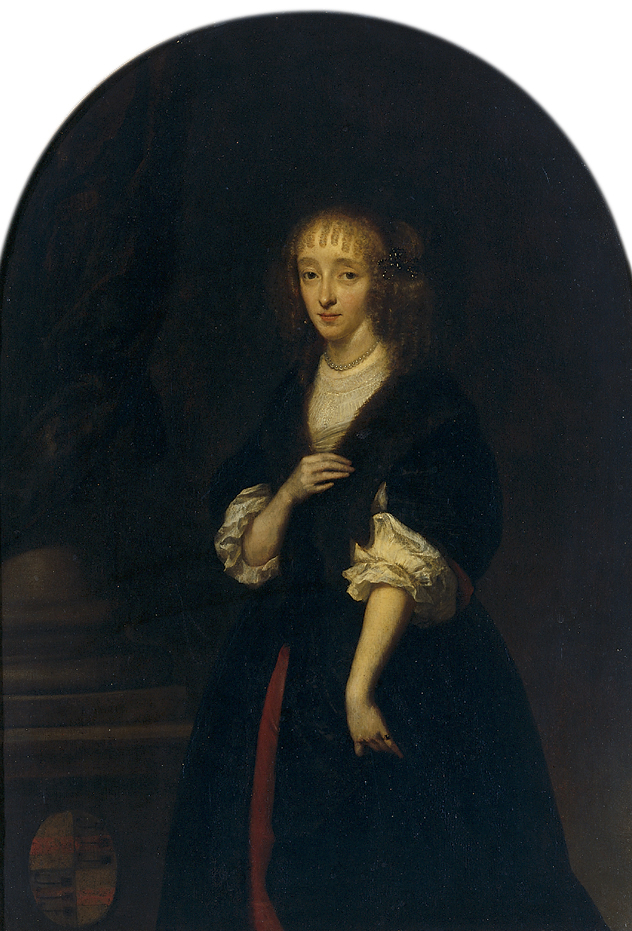
Portrait de Jacoba Bicker, de Caspar Netscher.
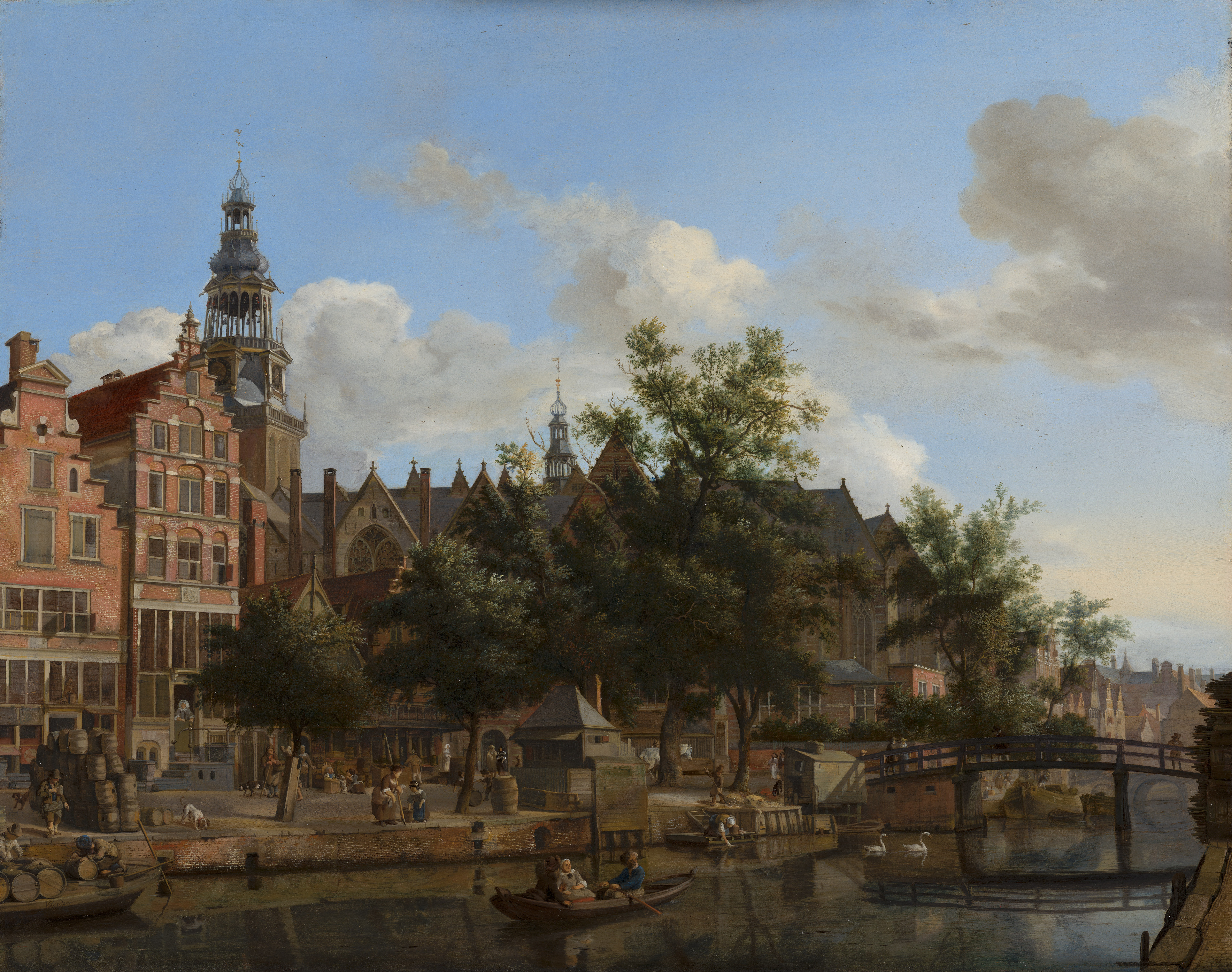
Vue du sud de l'Oude Kerk d'Amsterdam, de Jan van der Heyden.
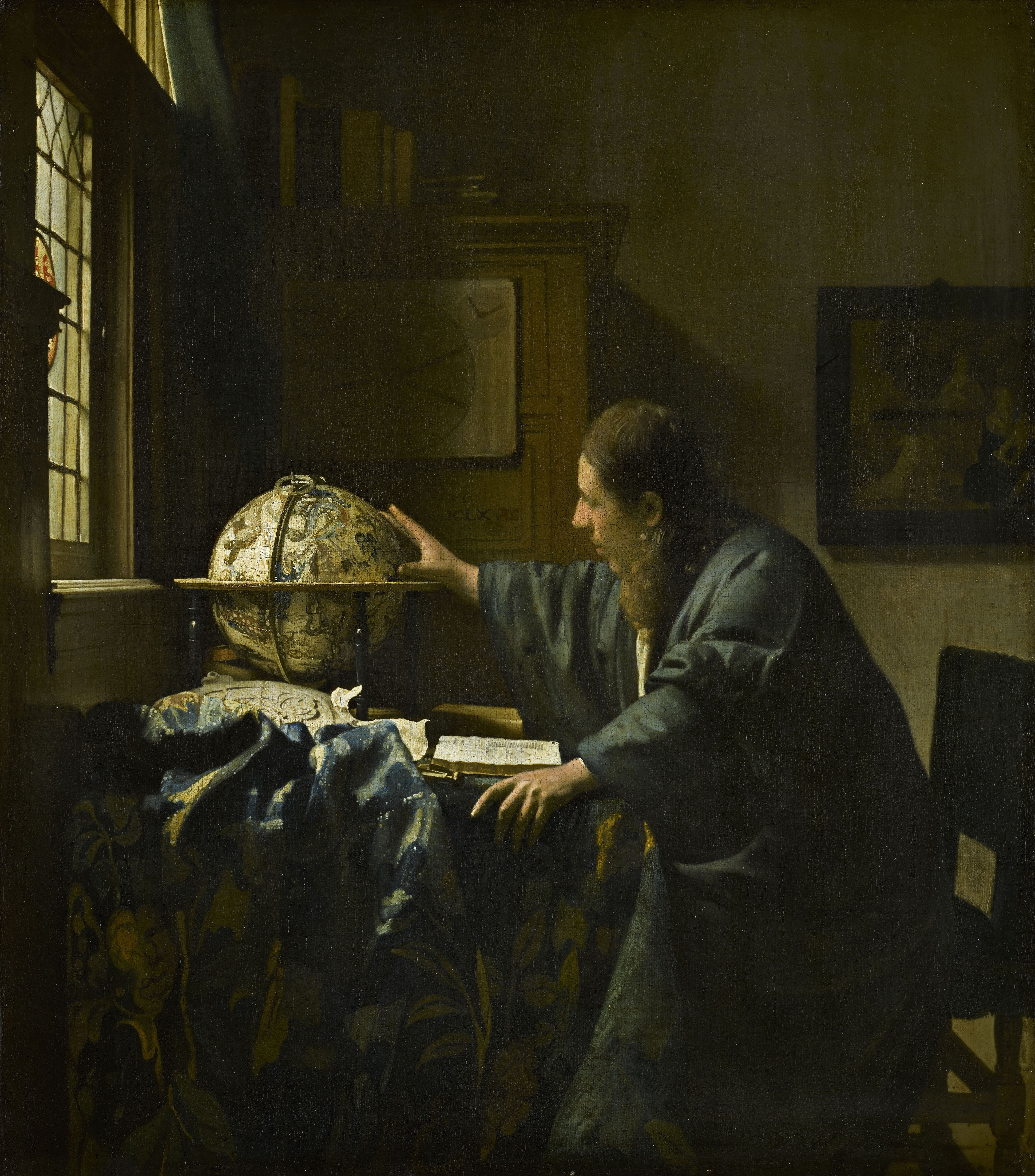
L'Astronome, de Johannes Vermeer.

## Après la guerre
À la fin de la Seconde Guerre mondiale, les Américains retrouvent les œuvres entreposées dans des mines de sel aménagées, non loin de la ville : elles y avaient été cachées pour les protéger des bombardements. La récupération des œuvres d'art et leur restitution par le gouvernement américain étaient prévues depuis 1943 avec la création de la Roberts Commission (American Commission for the Protection and Salvage of Artistic and Historic Monuments in War Areas) et de leur agents sur place du Monuments, Fine Arts, and Archives program. Une unité de l'OSS, Art Lofting Investigation Unit  (Unité d'enquête sur les spoliations d'œuvres d'art) est également chargée de récupérer des œuvres volées en France . Des interrogatoires seront menés et des dépôts seront créés le 20 mai 1945 par un ordre du Supreme Headquarters Allied Expeditionary Force (SHAEF).
Devant l'avancée des Alliés, August Eigruber, Gauleiter de Haute-Autriche, donne l'ordre de faire sauter les mines ; Hitler annule l'ordre, annulation confirmée le 3 mai par le gradé SS Ernst Kaltenbrunner. Hermann Goering de son côté transfère vers la Bavière les œuvres d'art de sa résidence de Carinhall, qu'il a fait détruire. Certaines œuvres de l'ERR stockées au château de Neuschwanstein sont récupérées par les Américains le 28 avril 1945 ainsi que les archives complètes de l'organisation ; plus tard, on saisira également des œuvres auparavant déposées dans l'abbaye de Buxheim et dans des dépôts à Chiemsee ainsi que les œuvres d'art cachées par Goering à Berchtesgaden.
Les œuvres furent listées dans le Central Collecting Point Archive, une base de données sur les œuvres d'art récupérées sur les nazis après la guerre dans le Munich Central Collecting Point notamment, mais ce n'est qu'en 2008 que le musée de l'histoire allemande (Deutsches Historisches Museum) a communiqué le détail de la Linzersammlung (collection de Linz). Certaines œuvres n'ont néanmoins pas été retrouvées et se trouveraient dans certains musées ou collections privées dans le monde entier. Cette question est abordée dans le documentaire The Rape of Europa (2006).
Il y a débat quant à savoir la proportion d'œuvres achetées ou volées pour le musée. Hanns Christian Löhr affirme dans La Maison de l'Art brun que seule une petite partie de la collection — peut-être 12 % — est issue de pillage. Un autre historien[Qui ?] réduit même ce chiffre à 2,5 %. Toutefois, Jonathan Petropoulos, un historien au collège Loyola à Baltimore, et un expert du pillage en temps de guerre, ont fait valoir que la plupart des achats n'avaient pas été forcément réalisés dans des conditions normales. Aalders Gerard, un historien néerlandais, a déclaré que ces ventes étaient somme toute un pillage : par exemple aux Pays-Bas ou dans d'autres pays occupés qui ont été contraints d'accepter des Reichsmarks qui se sont finalement avérés inutiles. Aalders fait valoir que « Si l'agent d'art d'Hitler ou de Goering était à votre porte et vous offrait 10 000 dollars pour une toile qui en valait 100 000, il était assez difficile de refuser ». Aalders ajoute que les nazis n'ont pas hésité à menacer de confisquer tous les œuvres d'art ou d'en arrêter le propriétaire. Birgit Schwarz, une experte du Führermuseum, dans une critique du livre de Lohr, a fait remarquer que l'auteur s'est fondé sur les achats depuis le Führerbau dans Munich et a ignoré les dépôts d'art pillés en Haute-Autriche (Thürntal, Kremsmünster et Hohenfurt / Vyssi Brod).
En 2012 sont retrouvées à Munich 1 406 œuvres d'art chez Cornelius Gurlitt, fils du marchand d'art Hildebrand Gurlitt. Parmi celles-ci, de nombreuses toiles avaient été considérées comme de l'« art dégénéré » par Adolf Hitler et donc retirées des collections officielles, d'autres venaient de propriétaires juifs spoliés par le Troisième Reich et enfin d'autres étaient réunies pour le projet du Führermuseum. Dans ce dernier cas, il s'agit de tableaux de maître provenant de collections privées et publiques, françaises, néerlandaises, belges et suisses.

## Base de données
Le musée historique allemand a constitué, en commun avec le Bureau fédéral pour les services centraux et les questions de patrimoine non résolues ((de) Bundesamt für zentrale Dienste und offene Vermögensfragen), une base de données de 4 731 photographies de tableaux, sculptures, meubles, porcelaines et tapisseries. Cette compilation des photos d'objets et de fiches est entièrement accessible sur internet depuis août 2008.

## Divers
Le tracteur chenillé qui transportait dans les mines de sel d'Altaussee les trésors du musée d'histoire de l'art de Vienne préparés pour le Führermuseum est aujourd'hui exposé au musée d'histoire militaire de Vienne.

## Documentaire
- « Les œuvres volées par Hitler ou l'incroyable sauvetage », diffusé en France sur Arte le 26 février 2014.

## Sources
- (en) Cet article est partiellement ou en totalité issu de l’article de Wikipédia en anglais intitulé « Führermuseum » (voir la liste des auteurs).